# Діченко Альберт Миколайович
Альберт Миколайович Діченко (Диченко) (4 листопада 1929, Суми — 25 вересня 2017, Київ) — український радянський співробітник органів державної безпеки, контррозвідник. Генерал-майор (1978), почесний співробітник держбезпеки. Майже 40 років обіймав низку керівних посад спочатку в МДБ, а після його розформування — в КДБ. Вісім років очолював КДБ УРСР у Чернігівській області (1975—1983), ще три роки — у Ворошиловградській (1983—1986).
В історію України увійшов, як учасник знищення українського націоналістичного підпілля на початку 1950-х років та організатор репресій проти українських дисидентів у 1970-х—1980-х роках, зокрема Левка Лук'яненка.

## Життєпис

Могила Альберта Діченка, Лісове кладовище

Народився 4 листопада 1929 року в Сумах. Зростав у великій родині. Один з братів — майбутній Герой Радянського Союзу Олександр Ройченко (1911—1943). Троє братів та батько загинули під час німецько-радянської війни.
В школі був начальником штабу піонерської дружини, пізніше — секретарем комсомольської організації. Після повернення з фронту спочатку брат Юрій був завербований МДБ, після чого й сам Альберт Діченко. З 1949 року обіймав посаду помічника оперативного уповноваженого у відділенні боротьби з антирадянськими проявами серед молоді 5-го Управління МДБ УРСР.
Після розформування МДБ у 1953 році перейшов до КДБ УРСР, працював у Вінницькій області, деякий час — у Борщеві. З 1962 року — начальник 2-го відділу КДБ УРСР у Харківській області, відповідав за контррозвідку регіону. З 1966 року — начальник 4-го відділу КДБ УРСР.
У 1975 році очолив КДБ УРСР у Чернігівській області, у 1983 році — у Ворошиловградській. У 1986 році, за «дискредитацію високого звання радянського офіцера», звільнений у відставку з органів державної безпеки.
У незалежній Україні — член президії Організації ветеранів контррозвідки Служби безпеки України «Щит», консультант підприємства оборонно-промислового комплексу. Жив у Києві, на Хрещатику. Помер на 88-му році життя 25 вересня 2017 року. Похований разом з родиною на Лісовому кладовищі Києва (ділянка № 111а, 50°29′56.00″ пн. ш. 30°38′15.41″ сх. д. / 50.4988889° пн. ш. 30.6376139° сх. д.).

## Діяльність в органах державної безпеки
На початку своєї контррозвідувальної кар'єри нетривалий час займався справами членів українського націоналістичного підпілля, зокрема справою керівника Київського міського проводу ОУН Ігоря Пронькіна, про специфічні методи слідства над яким згадував у 2014 році:
|  | Санкції на поміщення його у внутрішню в'язницю МДБ України ще не було. Що зробили хлопці (а це були Іван Теремков та Вася Кондратьєв): взяли рулон паперу та загорнули його (він був невисокий), прорізали в тих місцях, де очі та рота, зав'язали зверху та знизу та залишилися з ним ночувати у кабінеті. |

Абсолютну підтримку населенням дій Пронькіна та його побратимів з ОУН-УПА пов'язував із тодішньою незрілістю радянської держави, тоді як після 1950 року, на думку Діченка, «люди по-новому стали дивитись на радянську владу».
Працюючи у Борщеві на Тернопільщині у 1950-ті роки, виконував пряме завдання голови КДБ УРСР Віталія Нікітченка — досліджував відношення жителів міста та області до радянської влади, виявляв «націоналістичні прояви». Маючи досвід у придушенні націоналістичного руху, через пів століття, у 2002 році, консультував колегу-чекіста Георгія Санникова при написанні книги «Большая охота. Разгром вооружённого подполья в Западной Украине».
Очоливши КДБ УРСР на Чернігівщині, продовжив антидисидентську діяльність. У 1977—1978 роках курував справи Левка Лук'яненка та Петра Рубана, за якими вони були засуджені до тривалого тюремного строку. Про причетність Діченка до репресій проти Лук'яненка широкому загалу стало відомо через два місяці після смерті генерал-майора, у листопаді 2017 року, завдяки Національному центру правозахисту — проєкту об'єднання «С14».
Доктор історичних наук Володимир Половець, який на початку 1980-х років обіймав одну з керівних посад Чернігівської області, згадував, що Альберт Діченко активно намагався будь-яким чином зняти з посади очільника області Миколу Уманця, що врешті й зробив. Окрім Уманця, через начебто критичний стан справ у Чернігівському педагогічному інституті свою ректорську посаду «завдяки» генерал-майорові Діченку втратив і професор Віктор Костарчук.
На посаді начальника КДБ УРСР у Ворошиловградській області запам'ятався організацією репресій проти братів Вадима та Ігоря Крейніних, які на власному домашньому відеомагнітофоні демонстрували друзям фільми, що були віднесені до категорії «ідеологічної диверсії» — зокрема, «Хрещеного батька». Адвокат братів Неллі Немиринська згадувала, що Діченко діяв у співробітництві з тодішнім очільником області Борисом Гончаренком та «був дуже схожий на нього мірою самодурства». У цій же справі генерал-майор керував операцією з арешту журналіста Володимира Берхіна, який боровся за закриття справи проти братів Крейніних. Після резонансу з боку преси у 1986 році Альберт Діченко був звільнений у відставку з органів державної безпеки за «вчинення дій, що дискредитують високе звання радянського офіцера».
У незалежній Україні ставав героєм низки інтерв'ю, зокрема для газети «Бульвар Гордона». У 2011 році, як «учасник бойових дій», виступив з трибуни Верховної Ради з критикою діяльності тодішнього міністра соціальної політики Сергія Тігіпка.

## Нагороди
- «Почесний співробітник держбезпеки»
- орден Червоної Зірки
- медаль «За бездоганну службу» I, II, III ступенів